# Mimulopsis solmsii
Mimulopsis solmsii är en akantusväxtart som beskrevs av Georg August Schweinfurth. Mimulopsis solmsii ingår i släktet Mimulopsis och familjen akantusväxter. Inga underarter finns listade i Catalogue of Life.